# 丘雲章
丘雲章（1542年—1566年），字伯卿，號肖林，山東青州府諸城縣人，民籍，明朝政治人物。

## 生平
嘉靖四十年（1561年）辛酉科山東鄉試第三名舉人。嘉靖四十四年（1565年）中式乙丑科二甲第三十八名進士。礼部观政，本年八月官直隶深州知州，次年卒于官，年二十五。丘橓有哭子文，詞甚悲，自云「自念生平悻直处世，过于孤洁，论人伤于刻核，以致天人交怒，而恶报及矣。」後擇族子丘雲肇为子。

## 家族
曾祖丘玘；祖父丘讓，贈戶科右給事中；父丘橓，前兵科都給事中、南京吏部尚書。母范氏（封孺人）。兄雲崠、雲屿（庠生）、弟雲峡、雲嶠、雲峴、雲嵮〔山奠〕、雲崨、丘雲肇（进士）。